# Į́
À ne pas confondre avec le I sans point accent aigu ogonek ‹ Į́, ı̨́ ›.
Į́ (minuscule : į́, ou į̇́ en lituanien), appelé I accent aigu ogonek, est une lettre latine utilisée dans l’écriture du kaska, du navajo, de l’omaha-ponca, de l’osage, du quapaw, et du winnebago. Il est aussi utilisé en lituanien dans la notation de certains dictionnaires indiquant l’accent tonique ou la longueur de voyelles. Il s’agit de la lettre I diacritée d’un accent aigu et d’un ogonek. Elle n’est pas à confondre avec le i sans point accent aigu ogonek ‹ Į́, ı̨́ › qui a généralement une forme identique.

## Utilisation

Le I accent aigu ogonek a son point remplacé par l’accent aigu (à gauche), ou le conserve tel qu’utilisé en lituanien (à droite).

En lituanien, le I ogonek ‹ Į, į › peut être combiné avec un accent aigu indiquant une syllabe tonique longue, et celui-ci conserve son point en chef en bas de casse : ‹ Į́, į̇́ ›.

## Représentations informatiques
Le I accent aigu ogonek peut être représenté avec les caractères Unicode suivants : 
- composé et normalisé NFC (latin étendu A, diacritiques) :

| formes                | représentations | chaînes de caractères | points de code       | descriptions                                                                       |
| --------------------- | --------------- | --------------------- | -------------------- | ---------------------------------------------------------------------------------- |
| capitale              | Į́               | Į◌́                    | U+012E U+0301        | lettre majuscule latine i ogonek diacritique accent aigu                           |
| minuscule             | į́               | į◌́                    | U+012F U+0301        | lettre minuscule latine i ogonek diacritique accent aigu                           |
| minuscule lituanienne | į̇́               | į◌̇◌́                   | U+012F U+0307 U+0301 | lettre minuscule latine i ogonek diacritique point en chef diacritique accent aigu |

- décomposé et normalisé NFD (latin de base, diacritiques) :

| formes                | représentations | chaînes de caractères | points de code              | descriptions                                                                                   |
| --------------------- | --------------- | --------------------- | --------------------------- | ---------------------------------------------------------------------------------------------- |
| capitale              | Į́               | I◌̨◌́                   | U+0049 U+0328 U+0301        | lettre majuscule latine i diacritique ogonek diacritique accent aigu                           |
| minuscule             | į́               | i◌̨◌́                   | U+0069 U+0328 U+0301        | lettre minuscule latine i diacritique ogonek diacritique accent aigu                           |
| minuscule lituanienne | į̇́               | i◌̨◌̇◌́                  | U+0069 U+0328 U+0307 U+0301 | lettre minuscule latine i diacritique ogonek diacritique point en chef diacritique accent aigu |